# Регін (королівство)
Регін — бритська держава на півдні сучасної Великої Британії (графства Сассекс і Гемпшир), що утворилася на початку IV століття після залишення римлянами Британії. Тривалий час боролася з сусідніми державами бритів. З кінця V ст. воювала проти ютів та саксів, що утворили держави в Британії. У 544 році об'єдналося з королівством Сассекс.

## Історія
Після залишення у 400 році римлянами Британії вожді бритів-регніїв утворили власне королівство. Вони залишили адміністративний, податковий та судовий апарат, що існував за часів Римської імперії. Столицею стало місто Новіомаг (сучасне місто Чічестер). Вигідне розташування біля узбережжя Ла-Маншу сприяло збереженню культурних, політичних та торговельних зв'язків з Римською імперією, зокрема Галлією та Арморікою. Разом з державою Кейнт стало одним з найвпливовіших королівств Південної Британії. Можливо, деякий час підкорялося верховним королям, зокрема Гуртеірну.
З 460-х років у союзі з Кейнтом боролося проти ютів, що утворили державу Кантваре, втім до 470 року зазнали поразки. Але королі Регіну не допустили ютів на власні землі.
З 480-х років стало зазнавати нападів саксів. У 491 році сакси на чолі із Еллою захопили фортецю Андеріт (сучасний Певенсі). В результаті тривалої війни Регін втратив західну частину своєї держави, де утворилося королівство Сассекс. Згодом юти захопили область долини Меон, утворивши королівство Меонвара.
У 514 (за іншими відомостями 517) року король Регніму Рівар (або Ріувар) разом з короля Гвінеду, Повісу та Калхвінеду під загальною орудою напівлегендарного короля Артура брав участь у битві під горою Бадон, де об'єднане військо саксів, ютів та англів зазнало поразки. Після цього Регін встановив зверхність над Сассексом. У 540—541 роках було придушено повстання саксів. Після цього Рівар став королем Регіну та Сассексу. За його нащадків обидві держави об'єдналися в єдине ціле.

## Королі
- невідомі королі, 400-514 роки
- Рівар, бл. 514-544 роки, з 541 року також король Сассексу
- Рікольф, король Сассексу і Регіну у 544—567 роках